# Andrés París
Jesús Emilio Carvajalino, alias Andrés París o Ariel (Bogotá, 15 de marzo de 1955), es un político y exguerrillero colombiano. Desde agosto de 2017 forma parte de la dirección nacional del partido Fuerza Alternativa Revolucionaria del Común. Hasta su disolución en 2017 fue miembro de las Fuerzas Armadas Revolucionarias de Colombia- Ejército del Pueblo (FARC-EP) y miembro del Bloque Oriental de las FARC-EP.

## Biografía
Estudiante de la Universidad Nacional se vinculó a la Juventud Comunista Colombiana. También fue destacado atleta corredor de la milla, lo que le valió el apodo de "Millo". Entre finales de los setenta y principios de los 80 el partido lo trasladó a las FARC-EP. En 1982 se casó con Beatriz Arenas, hija de Jacobo Arenas líder guerrillero fundador e ideólogo de las FARC-EP.
Ingresó en las FARC-EP en 1985, cuando nacía el partido político Unión Patriótica. La primera orden que recibió fue vincularse a la escuela nacional de cuadros guerrilleros Hernando González Acosta, por lo que tomó el mando, en la formación del marxismo-leninismo.
En 1993 con el nombre de "Ariel" formó parte de la Comisión Internacional de las FARC-EP que operaba desde Venezuela creada por la VIII Conferencia Nacional de Guerrilleros. No se supo más de él hasta que en 1999 participó en las negociaciones del Caguán como uno de los miembros del equipo negociador de dicha guerrilla.
Rotos los diálogos París ingresó en las columna urbanas en Bogotá y Cundinamarca, ‘Antonio Nariño’ pero su trabajo fue en realidad integrar un equipo de instructores que fueron de frente en frente del Bloque Oriental para evaluar y fortalecer su trabajo político. Desde entonces no tenía mando de unidades.
En 2012 formó parte de la mesa de diálogos de las FARC-EP hasta octubre de 2014 que regresó a Colombia siendo reemplazado por Pastor Alape.

## Trayectoria política
Tras los acuerdos de paz entre el gobierno de Juan Manuel Santos y las FARC-EP firmados a finales de 2016 Andrés París se reincorporó a la vida civil. En junio de 2017 con Jesús Santrich participó en un homenaje a la exministra Clara López en el Congreso de la República.
En agosto de 2017 fue elegido miembro de la Dirección Nacional de la Fuerza Alternativa Revolucionaria del Común partido fundado por exguerrilleros de las FARC-EP. Ocupó el puesto número 25 en la votación realizada por los delegados en el congreso fundacional que eligió a 111 miembros. En 2020 fue expulsado del partido de las FARC, por contradicciones con la "tendencia socialdemócrata" (según él) del partido.